# Cicaré CH-14
Der Cicare CH-14 Aguilucho ist ein leichter Hubschrauber, der von der argentinischen Firma Cicaré Helicópteros produziert wird.

## Entwicklung
Das Projekt begann im Jahr 2005, als die argentinische Armee Augusto Cicaré beauftragte, einen leichten Hubschrauber für den Einsatz zu Beobachtungs- und Aufklärungszwecken sowie zur Pilotenausbildung und für leichte Kampfeinsätze zu entwickeln. Im März 2007 war der erste Prototyp fertig und schon am 19. März 2007 fand der Erstflug statt. Die Grundstruktur des Hubschraubers besteht aus einem verkleideten Stahlrohrgerüst. Der zweite fertiggestellte Prototyp wurde dann am 23. November 2007, am Tag der Luftwaffe der Öffentlichkeit präsentiert. Er soll jedoch auch im zivilen (Landwirtschaft, Pilotenausbildung, Journalismus) und Polizeibereich (Küstenwache) zum Einsatz kommen.

## Technische Daten
| Kenngröße              | Daten                                                          |
| ---------------------- | -------------------------------------------------------------- |
| Besatzung              | 2                                                              |
| Länge                  | 11,8 m                                                         |
| Höhe                   | 3,3 m                                                          |
| Rotordurchmesser       | 10,00 m                                                        |
| Leermasse              | 750 kg                                                         |
| max. Startmasse        | 1450 kg (350 kg Zuladung)                                      |
| Antrieb                | ein Rolls-Royce Allison 250-C20-B mit 313 kW (426 PS) Leistung |
| Propeller              | Zweiblatt                                                      |
| max. Geschwindigkeit   | 240 km/h                                                       |
| Reisegeschwindigkeit   | 210 km/h                                                       |
| Reichweite             | 510 km                                                         |
| Überführungsreichweite | 1000 km                                                        |
| Dienstgipfelhöhe       | 4500 m                                                         |
| Steigfähigkeit         | 8 m/s                                                          |

## Ähnliche Hubschrauber
- Hughes OH-6
- Bell ARH-70
- OH-58 Kiowa
- PZL SW-4 Puszczyk
- Mil Mi-34